# César Domboy
César Domboy es un actor francés conocido por haber interpretado a Vince en la película Baby Balloon.

## Carrera
En 2013 apareció en varios episodios de la segunda temporada de la serie Borgia donde dio vida a Guy XVI de Leval, un duque que se compromete con la princesa Carlotta de Aragón (Paloma Bloyd).
En 2014 apareció en la miniserie francesa Résistance donde dio vida al joven.
En 2015 se unió al elenco de la película The Walk donde dio vida a Jean-François "Jeff", un miembro del grupo del famoso Philippe Petit (Joseph Gordon-Levitt).
A finales de septiembre del 2016 se anunció que César se había unido al elenco de la tercera temporada de la popular serie Outlander donde dará vida a Fergus Fraser, el hijo adoptivo de Claire Fraser (Caitriona Balfe) y Jamie Fraser (Sam Heughan). El actor francés Romann Berrux interpreta a Fergus de joven desde la segunda temporada.

## Filmografía

### Series de televisión
| Año             | Serie                   | Personaje        | Notas                                     |
| --------------- | ----------------------- | ---------------- | ----------------------------------------- |
| 2017 - presente | Outlander               | Fergus Fraser    | -                                         |
| 2014            | Résistance              | Joven            | 3 episodios - miniserie                   |
| 2013            | Borgia                  | Guy XVI de Leval | 4 episodios                               |
| 2013            | En passant pécho        | Le Maton         | episodio "Carotte cellule" - miniserie    |
| 2012            | Famille d'accueil       | Stan             | episodio "Vue sur Internet"               |
| 2009            | Écrire pour un chanteur | Nathan           | episodio "Les astres noirs"               |
| 2007            | Le clan Pasquier        | Ferdinand        | episodio "Un si bel héritage" - miniserie |

### Películas
| Año  | Título                      | Personaje       | Notas |
| ---- | --------------------------- | --------------- | --- |
| 2016 | Un sac de billes            | Henri           | junto a Dorian Le Clech, Batyste Fleurial, Christian Clavier, Patrick Bruel, Kev Adams y Lucas Prisor          |
| 2016 | Un homme à la hauteur       | Benji           | junto a Jean Dujardin, Virginie Efira, Cédric Kahn y Stéphanie Papanian                                        |
| 2015 | The Walk                    | Jeff            | junto a Joseph Gordon-Levitt, Charlotte Le Bon, Ben Kingsley, James Badge Dale, Ben Schwartz y Benedict Samuel |
| 2013 | Baby Balloon                | Vince           | junto a Ambre Grouwels, Philippe Rebbot, Pauline Parigot, Isabelle de Hertogh y Allan Hoffmann                 |
| 2010 | The Princess of Montpensier | Mayenne         | junto a Mélanie Thierry, Lambert Wilson, Gaspard Ulliel, Grégoire Leprince-Ringuet y Raphaël Personnaz         |
| 2004 | La confiance règne          | Benjamin Finkel | junto a Cécile De France, Vincent Lindon, Éric Berger, Anne Brochet, Martine Chevallier y Jacques Boudet       |